# 蒲生氏鄉

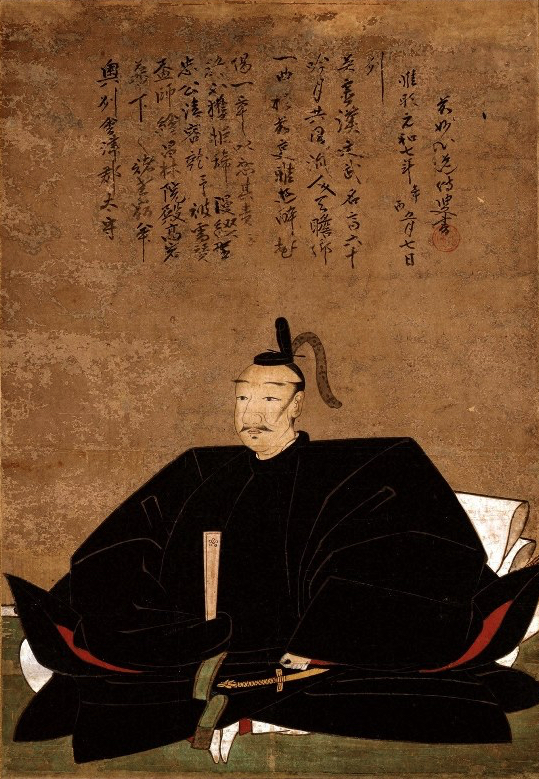
紙本著色畫像，約1621年。

蒲生氏鄉（1556年—1595年3月17日；早期的名字是賦秀）是戰國和安土桃山時期的日本大名和武將。他是近江國日野城主蒲生賢秀的第三個兒子和嫡男，之後作為松坂城主管理伊勢國，最後作為黑川城城主在會津擁有92萬石。
他受到織田信長賞識，參與了後者幾乎每場重大戰役，包括與淺井氏、朝倉氏的戰役，以及長島一向一揆、天正伊賀之亂和長篠之戰等；此外，織田信長也讓女兒與他結婚。織田信長死後，他成為豐臣秀吉的下屬，並參與了後者隨後的每場戰役：九州征伐、小田原之戰、平定陸奧國和出羽國等。
他成為天主教徒，甚至接受洗禮，並被給予教名レオン（或作レオ、レアン等）。（參看吉利支丹大名）
他也是千利休的代表弟子之一。

## 經歷
生於近江國蒲生郡，父親是日野城城主蒲生賢秀。1568年，六角氏滅亡，父賢秀從服於織田信長，鶴千代成為了織田信長的人質，留守於岐阜城。信長發現了鶴千代的才能，於是安排女兒冬姬進行婚姻。元服後，改名為忠三郎賦秀。
1568年，跟隨織田信長參戰，首次上陣與北畠具教、北畠具房交戰。之後在姉川之戰、長篠之戰從軍，立下軍功，父親死後成為了日野城城主。
1582年本能寺之變期間，為保護安土城與在城內的信長一族而從自己的居城日野城調度一些戰備物資到安土城對明智光秀做出對抗姿態，多次與明智軍交戰。
之後從於豐臣秀吉，參與賤岳之戰小牧長久手之戰、九州攻略等，從日野城轉封至松坂十二萬石，期間將名字由賦秀改為氏鄉，改名的原因是為了避開秀吉的名諱。
在小田原征伐後，秀吉為了監視有野心的獨眼龍伊達政宗改封氏鄉到黑川四十二萬石（進行檢地，增加到九十二萬），其後將居城擴建，並改名為會津若松城。
因為氏鄉的幼名是鶴千代且蒲生家紋有舞鶴的圖案,因此會津若松城又別名鶴之城。此後發展會津若松城，建立樂市，為日後的會津藩建立了基礎。
之後數度與伊達政宗對立，1591年壓制葛西大崎一揆、九戶政實之亂，並向秀吉告發葛西大崎一揆有可能是伊達政宗所煽動而造成的。
此外，1592年文祿之役期間在名護屋城參戰。1595年於京都伏見的蒲生官邸病逝，終年四十歲。墓所在京都市北區大德寺黃梅院、福島縣會津若松市興德院（遺髮）。
辭世歌為「限りあれば吹かねど花は散るものを　心みじかき春の山風」。死因有多種說法，詳細可參看下文。
死後由於家內的混亂，加上兒子蒲生秀行仍然非常年輕，被秀吉減封到宇都宮十二萬，領地由上杉景勝接管。

## 人物
- 於戰國武將中相當罕見的並未納側室, 因2位兒子及孫子輩的男生同蒲生一樣在年輕就去世, 蒲生家也因此香火斷絕了。

- 戰鬥時會戴黑漆塗燕尾形兜，所持過的武士刀有會津新藤五, 刨切長光, 會津正宗, 國俊等四把。

- 喜好聊天，尤其喜歡武功戰史與怪談故事(武功雜記)。

- 建寺於氏鄉家鄉日野的長島山願証寺相傳，該寺係開山祖之祖顕忍因織田軍鎮壓長島一向一揆而流落四方時，得到氏鄉的藏匿保護而得以再興。

- 與細川忠興及高山右近相當親近，『錦考集錄』甚至記載了三人曾在小田原之陣時一起食用當時日本人極少吃的牛肉料理的逸事。

- 『茶道祖四傳書』稱細川忠興年輕時常與氏鄉爭吵；一日，氏鄉正巧聽到房內的忠興向利休批評自己雅士修為不足，於是一面推開紙門一面大喊「是誰亂說別人壞話？真不要臉(誰かが私の悪口を言っているようだが、その者が恥をかくのはうれしいことだ)」，接著又故作胡塗地笑問「快說，剛說我壞話的傢伙跑哪去了(ある者が私の悪口を言っている奴がいると、すぐに告げ口してくれたのだ)」。

- 出兵葛西大崎一揆時，曾經僅著盔甲、半裸地鼓舞對苦於東北之寒的家臣們(氏鄉記)。

- 會津地區的傳統工藝品「起き上がり小法師」(一種小不倒翁玩具)，據說就是氏鄉為懷念岳父信長而在當地推廣的。

### 天下之才
近年的電子遊戲與書籍中，往往將氏鄉與黑田官兵衛並列為因才能被豐臣秀吉忌惮的人物。
氏鄉在岐阜城擔任人質時，信長召來美濃三人眾之一的稻葉一鐵每晚向侍童、少年人質講述武功，每至夜深，眾童中往往僅有氏鄉仍聚精會神聆聽，
一鐵因此預言「蒲生之子氣量不凡，將來必為統御大軍的武勇之將(蒲生の子は器量人だ｡やがて大軍を率いる武勇の将になるだろう)」。
成書於江戶末期的「名將言行錄」也收錄了多件豐臣秀吉對氏鄉高度評價、甚至表現出戒心的逸話：
- 在氏鄉移封會津之際，據說秀吉曾私下跟側近說「不可將松島侍從(氏鄉)置於上方(意指近畿之地)(「松島侍従を上方に置いておくわけにはいかぬ」)」。

- 某次，秀吉曾問家臣們誰擁有統御百萬大軍之才，家臣們聞言紛紛以前田利家、德川家康等雄藩大老答之，但秀吉卻不以為然地搖頭說「不，應該是蒲生氏鄉才對」(亦有說是大谷吉繼的說法)。

- 不過，也有秀吉認為氏鄉不及信長，並舉出「即便讓蒲生氏鄉領兵十萬和織田信長的五千兵對陣，勝者仍是信長公；蒲生軍雖能斬下四千敵兵首級，卻必令信長公逃脫，相反的，信長軍雖然僅能斬殺五人，但其中必定有氏鄉之頭」之例的故事。

據說在轉封會津之際，氏鄉也曾流淚道「寧願受封西之小國，也不願派駐邊疆而失去立下武功的機會」。

### 家臣關係
是相當照顧家臣，人情與器量深厚的人物，留下許多與家臣有關的逸話：
- 每個月都會舉行允許家臣不分高低、在「不怒、不怨」的信條下自由發言的聚會，並會在之後親自燒洗澡水讓家臣沐浴及準備宴席，因此受到家臣的愛戴。

- 曾說「知行與人情就有如鳥之雙翼，車之兩輪」，對有功之士十分厚遇，不受門閥與傳統所限的發展自己的家臣團。

- 在家臣管理上，十分積極地利用將姓氏蒲生與偏諱的鄉字賜與屬下的方式，建立與一門眾同等的有力外樣家臣團(同時期的前田利家也採取同樣的策略)。

- 氏鄉轉封會津55萬石之際，為慰勞家臣們的辛勞，曾允許大家衡量自己的功績後提出希望增加多少俸祿，結果家臣們要求的俸祿竟超過了100萬石。當大吃一驚的家老向氏鄉報告時，氏鄉卻笑答「這不是挺好的嗎，為了家臣可得好好努力了(いいじゃないか。家臣のためだ。何とか工面しろ)」而不願撤回原本的承諾。後來家臣們得知此事後深為氏鄉的厚意感動，紛紛自行辭退加封的申請，但氏鄉仍從自己的直轄地中撥出了9萬石來分配給家臣。而氏鄉的大方之舉，據說令為人精打細算著稱的前田利家十分在意。

- 一日，氏鄉召來曾因違反家中法度被驅逐、賴細川忠興說情才復職的家臣西村左馬允比賽相撲；西村雖尚屬待罪之身，卻因認為放水乃武士之恥而全力應戰，在比試中一再打敗氏鄉。翌日，正當西村認為自己惹怒主公必將受罰時，氏鄉卻對他的正直大加讚賞而給予加封。

- 認為為將者不應居於後方發號施令，而應身先士卒攻入敵陣，對家臣以身作則。每有新家臣加入，氏鄉必以「有個頭戴銀色鯰尾頭盔的武者，打仗時每每一馬當先，你們可別輸給他呦(銀の鯰尾の兜をかぶり、先陣するものがいれば、そいつに負けぬように働け)」之語激勵，而事後家臣才知道戴銀色鯰尾頭盔者正是氏鄉本人。

- 曾有家臣向氏鄉推薦一名以口才著稱的才子玉川為側近，沒想到氏鄉數天後就將之解雇，家臣驚訝的詢問原因，氏鄉答道「此人雖有才卻無骨氣，他揣摩我的喜好，稱讚我喜歡的友人，說我討厭的友人的壞話；不過，玉川的確擅於交涉，他在其他大名門下應該也能獲得重用吧」。不過，後來雇用玉川的大名也因同樣的理由解雇了他。

- 氏鄉在登庸曾侍奉柴田勝家的浪人‧佐久間安政、勝之兄弟時，安政不慎在榻榻米上絆倒而遭小姓們嘲笑，結果氏鄉以「佐久間本就不是屈坐榻上奉公之人，而是戰場討取敵人之才(佐久間は畳の上の奉公人ではない。戦場で敵を討ち取る事こそが職分の者である)」訓斥小姓。而佐久間兄弟日後果然以戰功出世，在江戶時代分別成為受封1萬8千石與3萬石的大名。

- 筒井家舊臣松倉權助因為個性膽小為左右所輕視，但認為「不管怎樣的人都必有使用之道」的氏鄉卻不顧家臣反對，授予松倉指揮軍隊之職。後來發生戰事，松倉出人意表地立下取下兩名敵將首級的大功，受封2千石而大大出世。氏鄉對此笑稱「看，只要賦予人責任他就必定會給予回報，只以傳聞評判他人是絕對要不得的(見ろ、どんな人間にも責任を持たせれば必ずその職責を果たす。ただ噂や評判だけでその人間を決めつけてはいけない)」。

- 雖然以富於人情味著稱，但也有嚴厲的一面，曾留下「因行軍時脫離行伍而將喜愛的家臣處斬」、「處死未照指示擺放頭盔的屬下」、「對家臣酒宴時覺得隨便拋棄屬下也無所謂的戲言大怒，憤而將他原本1萬石的俸祿減到十分之一」的故事。

### 轉封會津、與伊達家的關係
雖然提防氏鄉而將之遠封之說相當有名，但就豐臣政權的立場而言，調派有力武將壓制伊達政宗的野心確實有其必要性。『老人雑話』記載秀吉當初命諸將投票決定入主會津的人選，結果雖由細川忠興當選，但秀吉以「此非明見」為由排除眾議選擇氏鄉。而『会津四家合考』則稱秀吉係在細川忠興因自認能力不足辭退任命後才探詢氏鄉意願。對此氏鄉先是略作婉拒，接著誠懇的表示自己是因缺乏有武功的家臣協助而有所顧慮，希望秀吉藉此開恩允許自己錄用因故失去主公的剛勇之輩拱衛會津。對此番答覆表示嘉許的秀吉因此允許氏鄉錄用柴田舊臣、獲罪免官之人，而氏鄉也藉機大大充實了自己的家臣團。
在入主會津後，氏鄉與政宗間也確實有過多番明爭暗鬥的記錄：
- 軍紀物語『氏郷記』稱政宗曾在葛西大崎一揆諸將集結期間密謀在茶席中對氏鄉下毒，但在半途為氏鄉知悉，氏鄉一面藉故缺席，一面連夜焚燒街道兩旁房屋，揮軍北上平亂。

- 雖然氏鄉舉發政宗搧動葛西大崎一揆之事最後不了了之，但在戰後調整領地上，政宗被命令以伊達家世代經營的6郡（長井・信夫・伊達・安達・田村・刈田）44萬石領地交換葛西・大崎的13郡30萬石領地。除了單純的石高差，葛西・大崎地區因戰事荒廢更壓低了該地的實際石高。仙台藩因此一直要到30多年後才在完成北上川的治水工程後達到百萬石的規模。

- 在與政宗就邊界的安達之原所屬權發生爭執時，氏鄉巧妙的引用拾遺和歌集中平兼盛和歌的典故主張了所有權，令政宗無言以對。

- 同樣做為圍堵政宗的一環，蒲生氏鄉在協助南部家平定九戶政實之亂後，進一步地邀請、協助南部家當主南部信直將居城移往領地南方的盛岡城。由於多方協助南部家的重整、營造新城，氏鄉與南部家的關係十分融洽，日後不但與信直嫡子利直結親，南部家更將氏鄉的銀色鯰尾頭盔作為自家代代相傳的頭盔款式。

- 成書於江戶中期的逸話集『長山記談』稱，政宗曾讓一名16歲的少年清十郎偽裝成小姓潛入蒲生家，命其伺機暗殺氏鄉，但卻因寫給父親的信受到檢查而失風被補；不過氏鄉嘉許清十郎捨命潛入敵陣的忠義，最後赦免其罪將之送回伊達家。

總體而言，氏鄉在與伊達政宗的交鋒上處於上風，然而由於政宗的高人氣與本身的早逝，因此事蹟反而不太為人所知；尤有甚者，因為山岡莊八的小說以及所改編之大河劇「獨眼龍政宗」的大受歡迎，氏鄉甚至常被視為才幹、氣量均不及政宗的反面人物。

### 文化人、與利休的關係
- 因在茶道上師事千利休，名列利休七哲之一而聞名，後世更多將之置於首席(筆頭)的地位。利休本人對氏鄉的評價亦相當高，稱其為「文武雙全的大將、日本數一數二的大名(文武二道の御大将にて、日本におゐて一人、二人の御大名，出自『備前老人物語』)」。

- 氏鄉在藝文上似受利休薰陶頗深，昭和時期的利休研究家桑田忠親就評論氏鄉「對利休非常尊崇，乃至連筆跡都與利休十分酷似(彼が如何に利休に私淑していたかは、その筆跡が利休のそれに酷似していることによっても分かるであろう)」。

- 由於對未能於恩師被逐出大阪時送其最後一程感到後悔，氏鄉在利休被處刑後經由向秀吉請願看管的名義庇護了利休養子千少庵（日语：千少庵）整整一年半直到他獲得赦免。少庵寓居會津期間，曾為氏鄉在居城內興建茶室「麟閣」，至今尚存，為福島縣指定文化遺產。

- 氏鄉本人使用過的茶器傳世者，有自利休處拜領的赤楽早船茶碗（收藏於畠山記念館）、自製的花器竹花生（收藏於根津美術館）及茶勺三支(分別藏於東京国立博物館、野村美術館、本居宣長記念館)。

- 在歌道上師從三条西實枝學習和歌，連歌則習自宗養與里村紹巴等名師，曾在出兵文祿之役路過故鄉時吟詠過思念故土的和歌，另外也針對家臣庭院中堆築的富士假山寫過風格詼諧的和歌。

### 與天主教的關係
- 早年對天主教毫無興趣，並刻意迴避信仰積極的高山右近的傳教；但在被右近跟另一名天主教大名牧村政治（日语：牧村政治）合作進行了一次傳教後，即對天主教教義表現出認同，日後甚至與右近一同勸誘黑田長政入教。

- 天正遣歐少年使節於天正18年(1590年)返國時，氏鄉亦參加了歸國使節的接待，並曾與見面的范禮安神父立下要將會津變為福音之國的誓言。

- 在會津時期四度派出出身歐洲的家臣山科勝成擔任使節出使歐洲的傳說在近年逐漸受到重視，不過山科勝成是否是真實存在的人物目前尚無定論。

- 據說在重病臨終之時，由高山右近為之進行了天主教正式的告別及懺悔禮。[來源請求]

- 旅居日本長達30年的傳教士歐加提諾.奴基.索多（英语：Gnecchi-Soldo Organtino）在寫給羅馬教廷的信中對氏鄉多所讚美，稱其「有高超的智慧與能包容萬人的胸襟，在戰場上也是幸運與勇氣兼具的傑出武將」。

## 死因
死因有幾種說法，當在名護屋被醫師曲直瀨玄朔（又名道三）斷為患上癌症，可能患上直腸癌。但後來有流傳是石田三成的陰謀，故意毒殺，此外他曾反對秀吉鎮壓基督教，以及對朝鮮出兵作出保留的意見，秀吉不排除陷害他。但是由於在氏鄉死後，三成招攬氏鄉的家臣，關於三成謀害之說多被否定。